# Luigi Badia
Luigi Badia (Teramo (Abruços), 16 de febrer, 1819 - Milà (Llombardia), 30 d'octubre, 1899), va ser un professor de cant i compositor italià. Estudià amb els mestres Zingarelli i Donizetti.
El seu èxit en el món de la música va ser i segueix sent la seva producció de centenars de cançons napolitanes, algunes de les quals van ser cantades pels millors cantants i algunes de les quals van resultar bastant duradores. Va començar, com la majoria dels músics italians de l'època, escrivint òperes. Quatre d'elles es van produir entre 1846 i 1854, sense èxit. La prima donna de l'última, Il Cavaliere Nero estrenada al Teatro Comunale, Bolonya, 28 d'octubre de 1854, va ser la jove soprano Teresina Martinetti, qui la va estrenar, i que poc després es va convertir en la seva esposa.
Teresa canta a Brescia i Florència l'any 1855, i l'any 1856, els Badia van marxar d'Itàlia, suposadament, per la situació política, i per l'octubre de 1856 ja són a París. I el 1857 està compromesa a Brussel·les. També l'any 1857 van visitar Anglaterra per primera vegada i Teresa va cantar al costat de Belletti, Nantier-Didiée i Graziani, a la velada de la senyora Petre (28 de maig), fent un duet de l'òpera Flavio Rachis del seu marit de 1853 amb Neri-Baraldi.
El matrimoni un temps després, van tornar a Brussel·les (se'ls troba donant un concert allà l'abril de 1859), i allà on van néixer les dues filles del matrimoni, però finalment es van establir a Gran Bretanya, on Luigi va seguir una carrera com a modest professor de cant i director i un compositor d'èxit. Mentre tant, animada per ell, la seva esposa va cantar amb cert èxit, durant al voltant de set anys. A partir d'aquí no es tenen dades de la seva esposa. Teresina no figura als registres de defunció del Regne Unit, però al cens de 1871 s'indica com a "vidu". El 1893 s'establí a Milà on i va romandre fins a la seva mort el 1899.
Luigi Badia, té un carrer que porta el seu nom a Ternano.

## Obra
- La gioia pastorale (Teramo, 1843)[3]
- Gismonda di Mendrisio (Bolonya, 1847)[2]
- Il conte di Leicester (Florència, 1851)[2]
- Flavio Rachis, òpera (1853)[2]
- Il Cavaliere Nero, òpera (1854)[2]

A més va compondre música vocal i de cambra.